# Sex & Drugs & Rock & Roll
Sex & Drugs & Rock & Roll é um filme biográfico sobre Ian Dury, lançado no Reino Unido em 2010. Foi dirigido por Mat Whitecross, escrito por Paul Viragh e estrelado por Andy Serkis, Bill Milner, Mackenzie Crook e Olivia Williams.

## Elenco
- Andy Serkis como Ian Dury
- Naomie Harris como Denise
- Ray Winstone como Bill Dury
- Olivia Williams como Betty Dury
- Noel Clarke como Desmond
- Toby Jones como Hargreaves
- Ralph Ineson como The Sulphate Strangler
- Mackenzie Crook com Russell Hardy
- Bill Milner como Baxter Dury
- Michael Maloney como Graham
- Arthur Darvill como Mick Gallagher
- Luke Evans como Clive Richards
- James Jagger como John Turnbull
- Tom Hughes como Chaz Jankel
- Clifford Samuel como Charley Charles
- Jennifer Carswell como Ruby
- Stephanie Carswell como Mia
- Joseph Kennedy como Davey Payne
- Catherine Balavage como menina drogada (não creditado)